# Kloster Hermetschwil

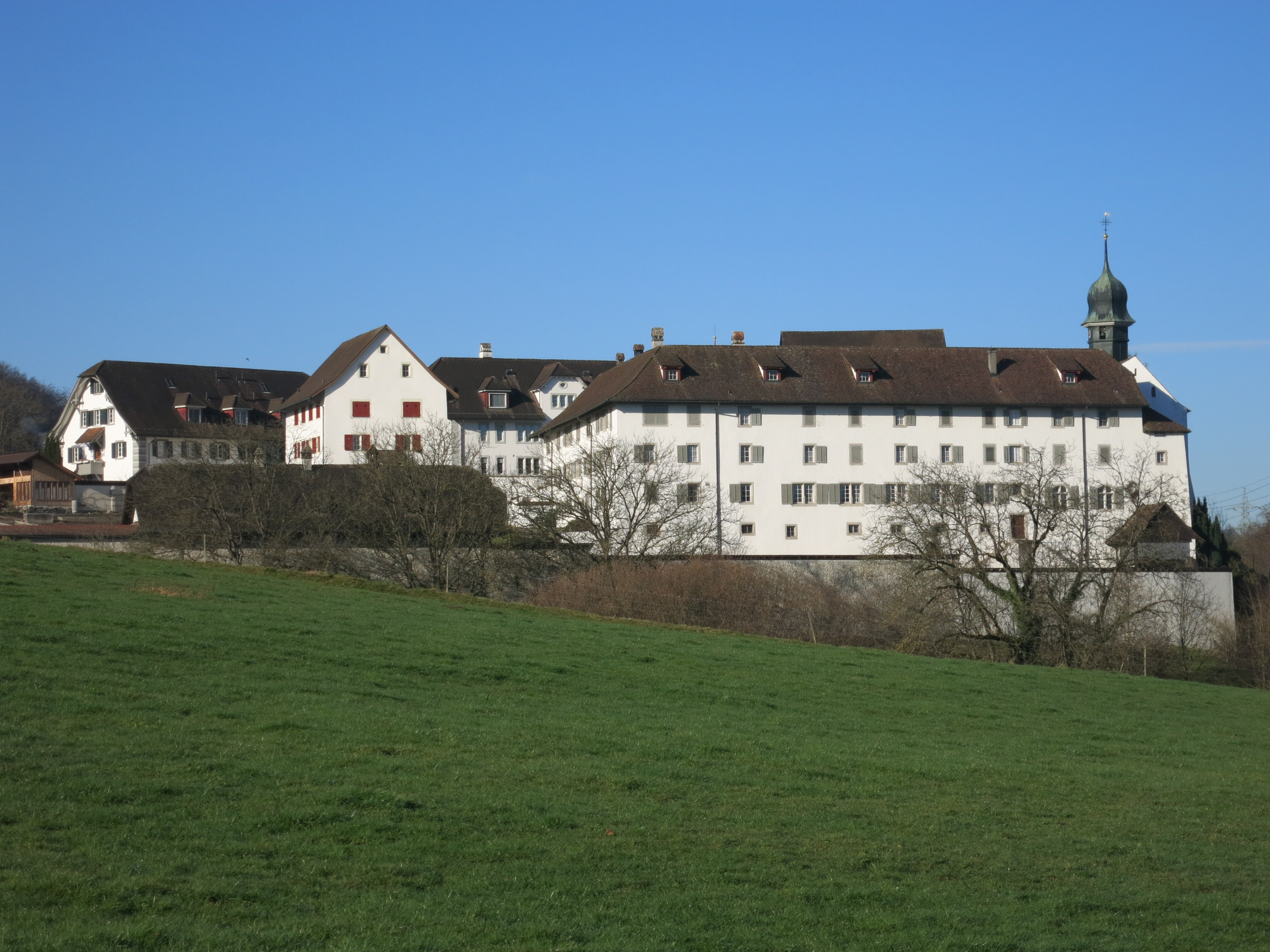
Kloster Hermetschwil

Das Kloster Hermetschwil ist eine dem Hl. Martin geweihte Benediktinerinnen-Abtei in der ehemaligen Gemeinde Hermetschwil-Staffeln im Kanton Aargau, die heute zu Bremgarten gehört. Es befindet sich auf einer Anhöhe im Ortsteil Hermetschwil, über dem westlichen Ufer der Reuss. Das Kloster wurde am Ende des 12. Jahrhunderts gegründet, 1876 aufgehoben und 1985 wieder errichtet. Die Abtei gehört der Schweizerischen Benediktinerinnenföderation an.

## Geschichte

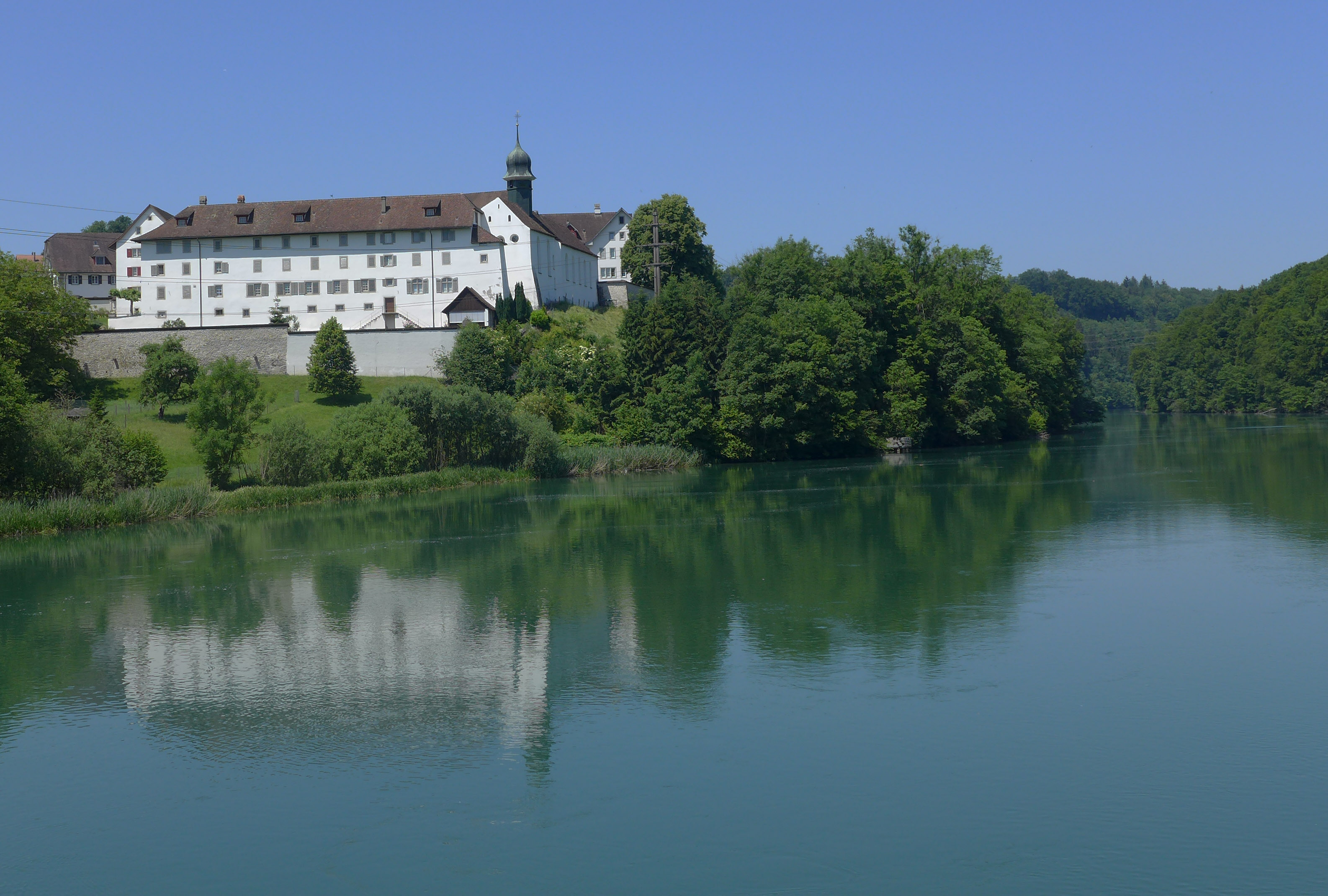
Das Kloster hoch über der Reuss

Das Kloster Muri erhielt 1083 im Zuge der Hirsauer Reform zusätzlich einen Frauenkonvent und wandelte sich somit zu einem Doppelkloster. Gegen Ende des 12. Jahrhunderts zogen die Nonnen nach Hermetschwil. Das neue Kloster erhielt von Muri Grundbesitz und diverse Herrschaftsrechte im Reusstal. Die Verwaltung ging um 1300 an die Meisterin über. Die geistliche und weltliche Leitung verblieb beim Abt von Muri, der das Frauenkloster Hermetschwil auch nach aussen vertrat.
Die Nonnen stammten vorwiegend aus den Reihen des Landadels oder aus Bürgerfamilien der Städte im Mittelland. Es gab keine Klausur und die Nonnen verfügten über Pfründen und Privatvermögen. Als von 1529 bis 1531 in den Freien Ämtern kurzfristig die Reformation Einzug hielt, gab es zahlreiche Austritte und die Bedeutung der Abtei ging stark zurück. Die Einführung strengerer Regeln brachte eine Wende. Das späte 16. und vor allem das 17. Jahrhundert waren die Blütezeit des Klosters; die Anlage wurde damals in drei Etappen erweitert. Als bedeutendste Äbtissin dieser Epoche gilt Maria Anna Brunner.
1712 flohen die Nonnen während des Zweiten Villmergerkriegs vorübergehend nach Luzern. Die Äbtissin Maria Mechthild Schnorf schrieb in ihrer von 1716 bis 1753 währenden Amtszeit die von Maria Anna Brunner begonnene Sammlung der klösterlichen Rechte fort und ließ Kirche, Gästehaus und Konventsgebäude renovieren.  Unter der Helvetischen Republik musste das Kloster auf den Bezug der Gefälle und die Ausübung der niederen Gerichtsbarkeit verzichten. Als Reaktion auf bewaffnete Aufstände nach der Verhaftung des Bünzer Komitees hob der Grosse Rat das Kloster am 13. Januar 1841 auf. Im Zuge des Aargauer Klosterstreits machte er diesen Schritt zwei Jahre später nach einem Beschluss der Tagsatzung wieder rückgängig. Während des Kulturkampfs wurde das Kloster im Jahr 1876 erneut aufgehoben und in ein Kinderheim umgewandelt, ein Jahr später das Klostergut versteigert.
1878 kauften die Nonnen einen Teil der Anlage zurück. Da die Aufnahme neuer Novizinnen verboten war, erfolgte im Jahr 1892 die Verlegung des Konvents ins Kloster Habsthal in Württemberg und die Zurückstufung der Abtei Hermetschwil zum Priorat. Seit 1985 leitet wieder eine Äbtissin das Kloster, seit 1986 sind die Abteien Hermetschwil und Habsthal rechtlich getrennt. Im Jahr 2003 lebten 15 Nonnen im Kloster, die hauptsächlich mit sozialen Aufgaben beschäftigt sind. Heute leben noch ein paar Nonnen im Kloster und sorgen für dessen Weiterbestand.

## Gebäude

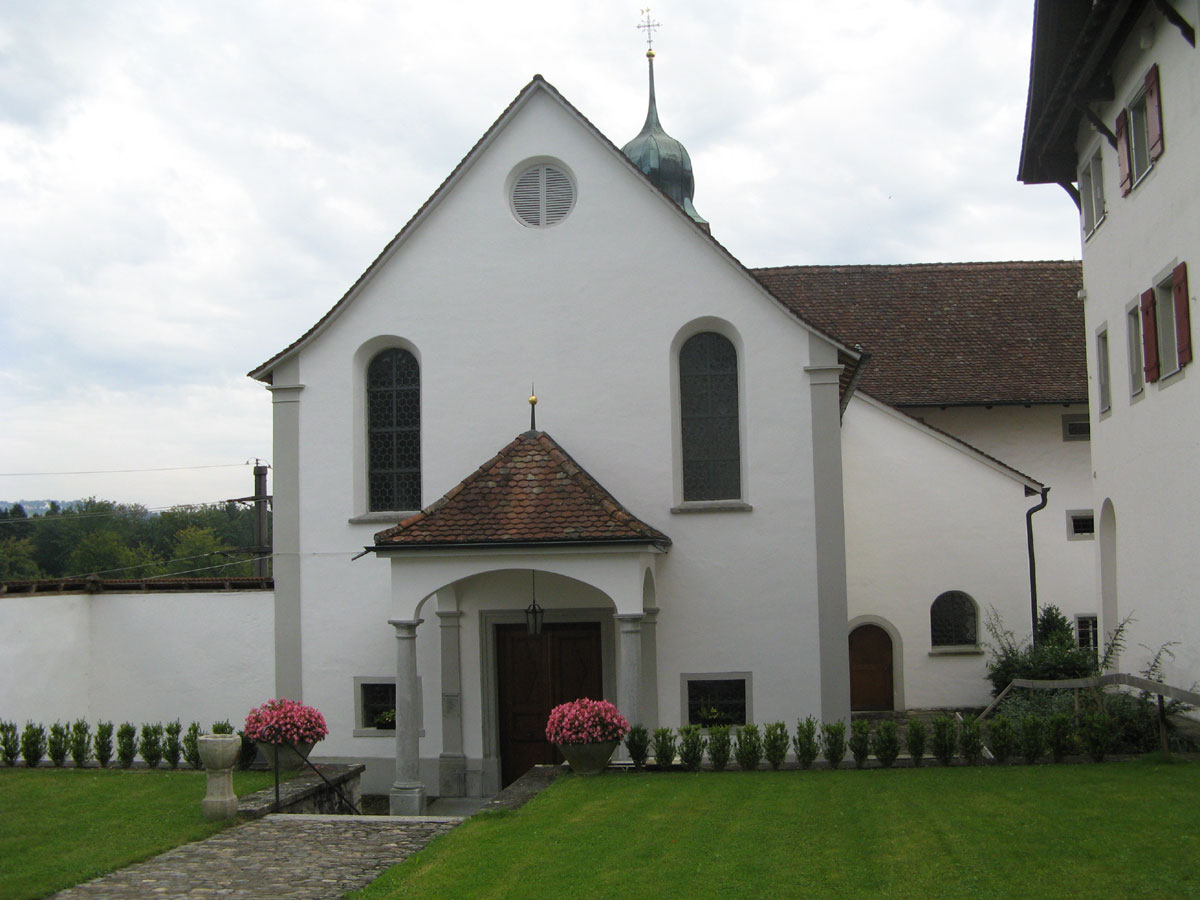
Klosterkirche

Eine trapezförmige Ringmauer umschliesst die aus mehreren Gebäuden zusammengesetzte Klosteranlage. An ihrer Nordseite, zur steil abfallenden Talsenke hin, wird sie durch die lang gestreckte Klosterkirche begrenzt. Zusammen mit dem angrenzenden Konventgebäude bildet sie die Ostflanke. Auf der gegenüberliegenden Seite des verwinkelten Klosterhofes befinden sich die ehemalige Klosterscheune und die ehemalige Bäckerei. Weitere Gebäude innerhalb des Klosterhofes sind das Pächterhaus, das ehemalige Gästehaus, der Archivturm und der Zehntenspeicher. Von den übrigen Gebäuden etwas abgesetzt befinden sich in der Südostecke der Anlage die Einsiedlerkapelle und zwei Ökonomiegebäude.
Die mit dem Nordtrakt des Kreuzgangs verbundene Klosterkirche ist in einem schmucklosen spätgotischen Stil gehalten. Sie wurde 1603–1605 erbaut und ersetzte den seit dem Mittelalter bestehenden Vorgängerbau. An das 21 Meter lange und acht Meter breite Schiff schliesst sich ein 12 Meter langer und 6,5 Meter breiter Chor an, die beide unter einem gemeinsamen Satteldach vereinigt sind. Auf dem Chorfirst befindet sich ein sechseckiger Dachreiter mit Zwiebelhaube.
Das Konventgebäude stammt von 1624/25. Es bildet ein schlichtes, dreistöckiges Gebäudegeviert mit Sparrendach, das einen kreuzförmig unterteilten Innenhof umschliesst. Die oberen Stockwerke weisen eine Fachwerkgliederung auf. An den Westtrakt wurde 1673 der Archivturm angebaut, der von einem polygonalen Helm überdacht wird. Die verschiedenen Wirtschaftsbauten entstanden über einen Zeitraum von eineinhalb Jahrhunderten: 1569 Zehntenspeicher, 1581 Bäckerei (1713/14 nach einem Brand wieder aufgebaut), Klosterscheune 1691/1692 und Pächterhaus 1727 (im selben Jahr auch die Einsiedlerkapelle).

## Bibliothek
Wie die meisten Frauenklöster besaß auch Hermetschwil eine Sammlung von Handschriften, die erstmals 1697 verzeichnet worden sind. Die damals insgesamt 380 Bücher befanden sich Ende des 17. Jahrhunderts in einem separaten Turm an der Klostermauer. Heute noch befinden sich noch heute 56 Manuskripte aus dem 12. bis 16. Jahrhundert im Kloster. Dieser mittelalterliche Buchbestand gehört zu den größeren in der Schweiz. Dazu kommt ein Dutzend Handschriften, die sich in anderen Bibliotheken außerhalb Hermetschwils nachweisen lassen. Aus heutiger Sicht herausragend ist das Gebetbuch von Muri auch dem 12. Jahrhundert. Dazu kommen weitere 17 deutschsprachige, kleinformatige Gebetbücher von 1380 und 1520 aus dem Besitz der Nonnen sowie Mess- oder andere liturgische Bücher sowie erbauliche Schriften, wie zwei Werke Heinrich Seuses.